# Paul Mares

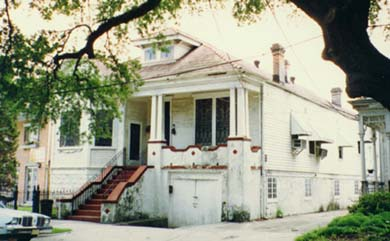
Ehemaliges Haus von Mares in New Orleans

Paul Mares (* 15. Juni 1900 New Orleans; † 18. August 1949 in Chicago) war ein amerikanischer Jazz-Trompeter (auch Kornett) und Leiter der New Orleans Rhythm Kings.
Mares stammte aus einer wohlhabenden französischstämmigen Familie. Sein Vater Joseph E. Mares hatte einen Pelzhandel und spielte nebenbei Kornett in einer Militärband. Paul Mares war ein Protegé von Papa Jack Laine und spielte früh mit seinen Jugendfreunden Abbie und George Brunies und Leon Roppolo und in der Band von Tom Brown. 1919 ging er nach Chicago, wo er mit George Brunies und „Tom Brown’s Band from Dixieland“ spielte. Danach spielte er mit Brunies und Roppolo auf Schaufelraddampfern auf dem Mississippi, bevor sie 1921 ein Engagement als Band im „Friar’s Inn“ in Chicago annahmen. Unter Mares als wurden daraus die berühmten New Orleans Rhythm Kings, die großen Einfluss auf die Entwicklung des Chicago-Jazz hatten.
Nach der Auflösung der Band kehrte er 1924 nach New Orleans zurück. Kurzzeitig formierte er die Band mit Roppolo neu, stieg dann aber ins Familiengeschäft ein und spielte nur noch nebenbei Jazz. Das Geschäft prosperierte, und er konnte mehrere Häuser kaufen. In seinem Haus fand 1929 eine legendäre Jamsession zwischen den Musikern von Paul Whitemans Orchester mit Bix Beiderbecke und New Orleanser Jazzmusikern statt. Mares eröffnete auch ein Restaurant „The New Orleans Bar-B-Q“ und Anfang der 1930er Jahre einen Ableger Paul Mares New Orleans Barbeque in Chicago. Das Restaurant in New Orleans war ein Treffpunkt von Jazzmusikern, in dem auch Jam-Sessions stattfanden, bei denen Mares gelegentlich mitspielte. 1934/35 nahm er nochmals mit neu aufgelegten Rhythm Kings (Paul Mares and his Friars Society Orchestra) auf und mit dem Klarinettisten Omer Simeon, Santo Pecora (Posaune) und dem Altsaxophonisten Boyce Brown (der später Mönch wurde). Im Zweiten Weltkrieg arbeitete er in einer Rüstungsfabrik. Ab 1945 leitete er erneut eine Band im Raum Chicago. 1949 starb er an Lungenkrebs.